# ワシントン (装甲巡洋艦)
|          |                                                                 |
| 艦歴     |                                                                 |
| 発注     |                                                                 |
| 起工     | 1903年9月23日                                                   |
| 進水     | 1905年3月18日                                                   |
| 就役     | 1906年8月7日                                                    |
| 退役     | 1946年6月28日                                                   |
| その後   | スクラップとして売却                                            |
| 除籍     |                                                                 |
| 性能諸元 |                                                                 |
| 排水量   | 15,712 トン                                                     |
| 全長     | 504.4 ft (154 m)                                                |
| 全幅     | 72.8 ft (22.2 m)                                                |
| 吃水     | 25 ft (7.6 m)                                                   |
| 機関     |                                                                 |
| 最大速   | 22ノット (41 km/h)                                              |
| 乗員     | 士官、兵員887名                                                 |
| 兵装     | 10インチ砲4門 6インチ砲16門 3インチ砲22門 21インチ魚雷発射管2門 |

ワシントン (USS Washington, ACR-11/CA-11/IX-39) は、アメリカ海軍の装甲巡洋艦。テネシー級装甲巡洋艦の一隻。艦名はワシントン州に因む。その名を持つ艦としては7隻目。

## 艦歴
ワシントンは1903年9月23日にニュージャージー州カムデンのニューヨーク造船所で起工した。1905年3月18日にヘレン・スチュアート・ウィルソン（ワシントン州選出上院議員ジョン・L・ウィルソンの娘）によって命名、進水し、1906年8月7日にフィラデルフィア海軍工廠で艦長ジェームズ・D・アダムズ大佐の指揮下就役した。
フィラデルフィアで艤装が完了すると、11月1日にハンプトン・ローズに向けて出航、一週間後にワシントンはパナマ運河を視察するルーズベルト大統領が乗った戦艦ルイジアナ (USS Louisiana, BB-19) の護衛として出航した。この航海の間、ワシントンはハンプトン・ローズ、パイニー・ポイント、パナマのコロン、チリクイ礁湖、モナ海峡に立ち寄り、11月26日にニューポート・ニューズに帰還した。12月8日にデラウェア岬に向かい、11日にフィラデルフィア海軍工廠に入渠、1907年の春まで修理が行われた。
ワシントンは4月11日にリーグ島を出航し、翌日ハンプトン・ローズに到着した。その後5月まで同地に留まり、1607年にジェームズタウンが設立されたのを記念するジェームズタウン博覧会に参加した。間もなくワシントンは北に戻り、5月の大半はニューヨーク海軍工廠でオーバーホールに費やされた。5月28日から6月5日までスタテンアイランドのトンプキンズヴィルで整調を行い、その後ハンプトン・ローズに戻ってジェームズタウン博覧会に再び参加した。
ワシントンは6月11日にハンプトン・ローズを出航し、ロードアイランド州ブラッドフォードを経由してニューポートでテネシー (USS Tennessee, ACR-10) と合流、14日に大西洋を横断しヨーロッパ海域に赴く。両艦は6月23日から7月25日までの間にロワイヤン、エクス島、ラ・パリシおよびブレストを訪問し、8月にトンプキンズヴィルに帰還、速度公試を行った。
1916年に「シアトル（USS Seattle）」に改名。第一次世界大戦では駆逐隊の旗艦任務に付いた。戦後の1920年には重巡洋艦（CA-11）に類別変更され、戦間期には宿泊船として利用されていた。1941年2月には海軍に復帰（IX-39）したが、第二次世界大戦中は本国から離れることはなく、1946年6月28日に退役した。